# Stenungsund (commune)
La commune de Stenungsund est une commune suédoise du comté de Västra Götaland, peuplée d'environ  26 940 habitants (2020). Son chef-lieu se situe à Stenungsund.

## Localités principales

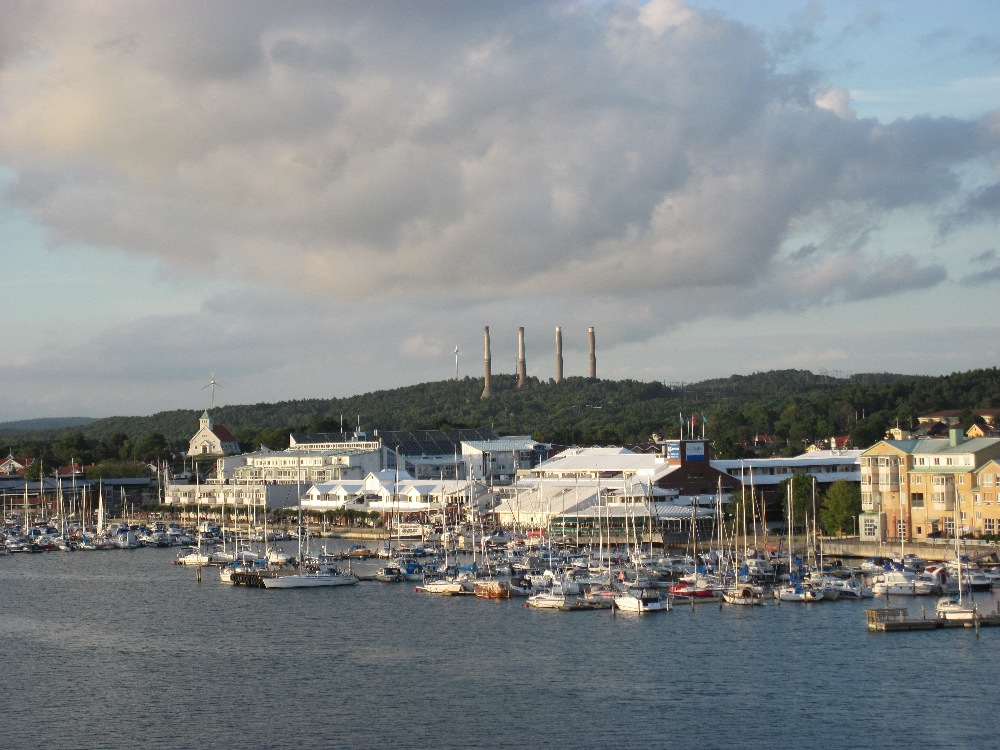
Stenungsund.

- Hallerna
- Jörlanda
- Ödsmål
- Starrkärr och Näs
- Stenungsön
- Stenungsund
- Stora Höga
- Strandnorum
- Svartehallen
- Svenshögen
- Ucklum